# Црногорска православна црква (2018)
Црногорска православна црква (ЦПЦ-2018) је неканонска вјерска заједница, православног вјероисповиједања, која дјелује на подручју Црне Горе. Настала је 2018. године, одвајањем дијела вјерника од нешто старије, али такође неканонске Црногорске православне цркве, која је основана 1993. године (у даљем тексту: ЦПЦ-1993). Тиме су у Црној Гори настале двије неканонске и међусобно супротстављене организације, које обије претендују на исти назив ("Црногорска православна црква"), чиме је међу црногорским аутокефалистима дошло до унутрашњег раскола и организационе подјеле. Новостворена ЦПЦ-2018 је према сопственом црквеном уставу, који је усвојен 16. јуна 2019. године, организована као "Православна црква у Црној Гори", са једном јединственом Подгоричко-дукљанском епархијом, на чијем се челу налази архимандрит Владимир Лајовић, у својству привременог управитеља (администратора).
Непосредно по оснивању, ЦПЦ-2018 је ступила у везу са појединим неканонским православним црквама у Италији, ради стварања предуслова за успостављање сопствене (неканонске) јерархије у Црној Гори.

## Оснивање и организација ЦПЦ-2018
До настанка ове нове вјерске заједнице дошло је 2018. године, када је у Подгоричко-дукљанској епархији ЦПЦ-1993 избио спор између епархијске управе и групе свештеника, на челу са Лавом Лајовићем. Тај спор је довео до искључења Лајовића из ЦПЦ-1993, након чега је дошло до даљих подјела и унутрашњег раскола у виду одвајања групе свештеника и дијела вјерника. Незадовољни општим стањем у ЦПЦ-1993, челници отцепљене групе су средином 2018. године одлучили да се организују као посебна Црногорска православна црква (ЦПЦ-2018).
У намјери да регулишу свој положај, челници ЦПЦ-2018 су се потом обратили неканонским епископима у Италији, ради даље изградње своје новостворене организације. Прву подршку новоствореној ЦПЦ-2018 пружио је италијански православни (неканонски) владика Владимир Фричи, поглавар једне од неколико неканонских православних цркава у Италији. Под његовим окриљем, Лав Лајовић је 4. јуна 2018. године произведен за митроносног протопрезвитера, а истовријемено је постављен за управитеља новостворене Подгоричко-дукљанске метохије, са звањем архијерејског намјесника за подручје Црне Горе. У љето исте године, након примања монашког пострига, Лајовић је произведен за митроносног архимандрита, под новим монашким именом (Владимир Лајовић). Тако је поред неканонске ЦПЦ-1993 уобличена још једна, такође неканонска организација (ЦПЦ-2018), на челу са новопостављеним архимандритом Владимиром Лајовићем.
У прољеће 2019. године, у посјету челницима ЦПЦ-2018 допутовао је митрополит Василије Грило-Мићели (итал. Basilio Grillo-Miceli), поглавар неканонске Италијанске православне цркве (итал. Chiesa Ortodossa d'Italia), који је такође подржао новостворену ЦПЦ-2018, заложивши се том приликом и за наставак борбе за стицање аутокефалности. Одлуком поменутог митрополита Василија од 2. јуна 2019. године, архимандрит Владимир Лајовић је назначен за титуларног архиепископа, а његово посвећење је најављено за јесен ове године.
Сходно прописима који се односе на пријаву оснивања вјерских заједница, Министарство унутрашњих послова Црне Горе је 12. јула 2019. године потврдило да је ова вјерска заједница пријавила своје оснивање код надлежног државног органа. У октобру 2019. године, ова вјерска заједница је подржала програмско залагање Демократске партија социјалиста Црне Горе за стварање обједињене Црногорске православне цркве, која би према њиховим замислима настала спајањем свих православних вјерских заједница на подручју Црне Горе.
Стварањем ЦПЦ-2018, поред од раније постојеће ЦПЦ-1993, означен је почетак нове фазе у историји црногорског аутокефалистичког покрета, чији се основни циљ огледа у тежњи ка стварању аутокефалне помјесне цркве у Црној Гори. Насупрот таквим замислима, истраживања разних црквених историчара, теолога и стручњака за канонско право су показала да аутокефалистичке тезе немају упоришта у црквеној историји и канонском праву.